# Risotto al nero di seppia
Il risotto al nero di seppia è un piatto tipico della cucina veneziana, diffuso anche in altre cucine del mediterraneo (per esempio l'arroz negro spagnolo).

## Origini
Nato originariamente come piatto povero, dove si univa la seppia, con tutto il suo inchiostro, al riso, inizialmente senza processo di risottatura. Diffusosi successivamente anche in Croazia con il dominio Veneziano e in Friuli (dove è tutt'oggi un piatto tipico), e in seguito in gran parte del Mediterraneo, grazie soprattutto ai mercanti veneziani.